# Дайнезе
Дайнезе (итал. Dainese) — дворянский род.
Представители рода:
- Иосиф Францевич Дайнезе, происходящий из итальянских дворян, в службу вступил подпрапорщиком 13 апреля 1817 г., приняв русское подданство, проходя службу, произведен 6 декабря 1847 года в генерал-майоры, вследствие чего, определением Правительствующего Сената, состоявшимся 16 мая 1850 года, утверждён в потомственном дворянском достоинстве, с внесением во вторую часть дворянской родословной книги.

## Описание герба
Щит рассечён. В правой золотой части крылатая лазоревая змея с червлёным жалом, обращённая вправо. Во левой червлёной части накрест два золотых меча вверх. В лазоревой главе щита семь золотых шпорных колесиков о пяти зубцах, образующих овал.
Над щитом дворянский шлем, увенчанный итальянской короной. Нашлемник: идущая вправо золотая лань. Намёт: справа — лазоревый с золотом, слева — червлёный с золотом. Девиз: «prudenter et fortiter» лазоревыми буквами на золотой ленте. Герб внесён в Часть 13 Общего гербовника дворянских родов Всероссийской империи, стр. 69.